# Cinto Euganeo
Cinto Euganeo ist eine nordostitalienische Gemeinde (comune) mit 1907 Einwohnern (Stand 31. Dezember 2023) in der Provinz Padua in Venetien. Die Gemeinde liegt etwa 15 Kilometer südwestlich von Padua an den Euganeischen Hügeln zwischen dem Monte Rusta und dem Monte Cinto im Parco regionale dei Colli Euganei. Der kleine Fluss Scolo Lozzo bildet die westliche Gemeindegrenze. Der Verwaltungssitz von Cinto Euganeo befindet sich im Ortsteil Fontanafredda.